# Ilovka
Ilovka je naselje v Mestni občini Kranj.